# پوتنام (حوزه سرشماری)، کنتیکت

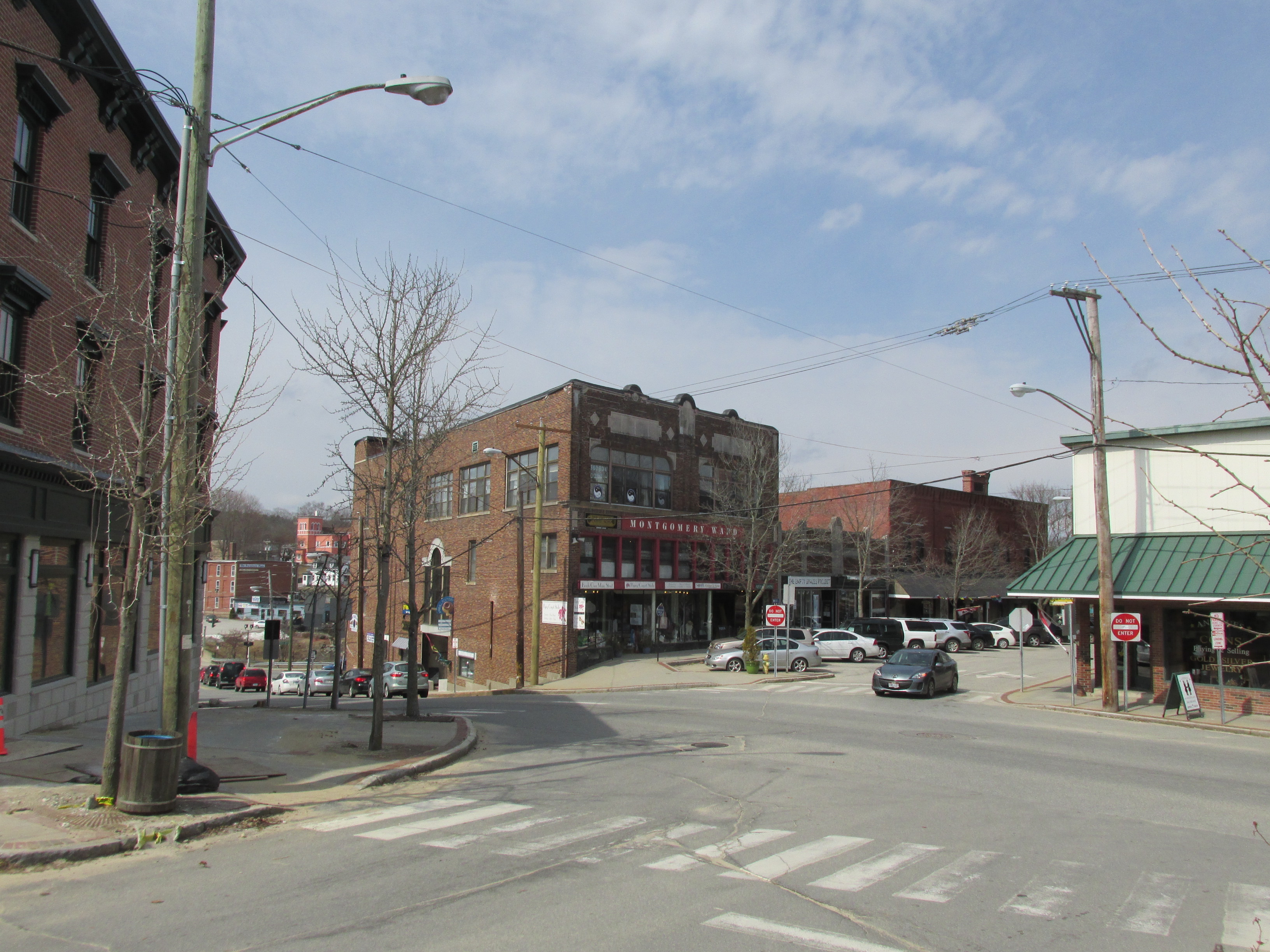
مونتگومری وارد سابق

پوتنام (انگلیسی: Putnam) منطقه پوتنام روستایی است که محل تعیین سرشماری (CDP) در وینگهام کانتی، کنتیکت، ایالات متحده است. پوتنام زمانی تشکیل شد که شهر سابق پوتنام از بین رفت. جمعیت در سرشماری سال ۲۰۱۰، ۷٬۲۱۴ نفر بود.